# Důl Kapitalna
Důl Kapitalna, do roku 2017 zvaný Stachanov, je uhelný důl, který se nachází na jihovýchodě Ukrajiny v Doněcké oblasti. Celková odhadovaná důlní kapacita byla 139,7 milion tun uhlí v roce 2001. Roční produkce byla 1,85 milionu tun uhlí v roce 2001. Důl byl vybudován v roce 1964 a otevřen 2. srpna 1965. Dva horníci zemřeli při propadu důlní chodby v dole Stachanov 18. srpna 2011.